# Олександр І Баттенберг
Князь Олександр I Болгарський (Баттенберзький) (болг. Александър Батенберг; 5 квітня 1857, Верона — 23 жовтня 1893, Грац) — перший правитель незалежної від османського панування Болгарії. Походив з німецької династії Баттенбергів, генерал-лейтенант російської армії. 
Молоду (22 роки) людину, яка раніше не мала досвіду управління, спочатку зустріли в Болгарії із великим ентузіазмом. Надалі, опинившись на перетині інтересів різних угрупувань болгарських еліт і Великих держав (Росії, Німеччини та Австро-Угорщини), він почав стрімко втрачати популярність.

## Походження
Народився 5 квітня 1857 року у Вероні, Італія. Повне ім'я князя було Олександр Йозеф фон Баттенберг (нім. Prinz Alexander Joseph von Battenberg). Був другим сином принца Олександра Гессен-Дармштадтського від морганатичного шлюбу з графинею Юлією фон Гауке, яка була фрейліною у російської імператриці Марії Олександрівни. Через свій морганатичний шлюб графиня отримала титул герцогині, а згодом принцеси фон Баттенберг, від свого брата Людвіга III Гессен-Дармштадтського 1858 року (титул походить від назви старої резиденції великих герцогів Гессену). Отже Олександр приходився племінником дружини російського імператора Олександра II Марії Олександрівни (до шлюбу Максиміліана-Вільгельміна-Марія Гессенська), його тітки за батьком. Також його мати, яка була дочкою графа Моріца фон Гауке, була престолонаслідницею. Олександр, був відомий в колі своїх близьких також, як «Сандро».
Олександр отримав військову освіту. Служив другим лейтенантом у Драгунському Гессенському полку. У віці 20 років, молодий князь Олександр фон Баттенберг отримав дозвіл від імператора Олександра II та приєднався до російської армії. Брав участь у російсько-турецькій війні 1877—1878 років у складі Уланського полку та супроводжував свого дядька імператора Олександра II у поході. Показав свою відвагу та гідність під час походу російської армії (командир, генерал-лейтенант Йосиф Володимирович Гурко) в південну частину Болгарії. За відзнаки у війні нагороджений 20 липня 1877 року орденом святого Георгія 4-го ступеню. Після короткого повернення до Санкт-Петербурга (у дитинстві й молодості Олександр часто відвідував Санкт-Петербург) знову повернувся до Болгарії. І тут продовжив участь у військових діях на завершальному етапі війни.

## Правління

### Сходження на престол

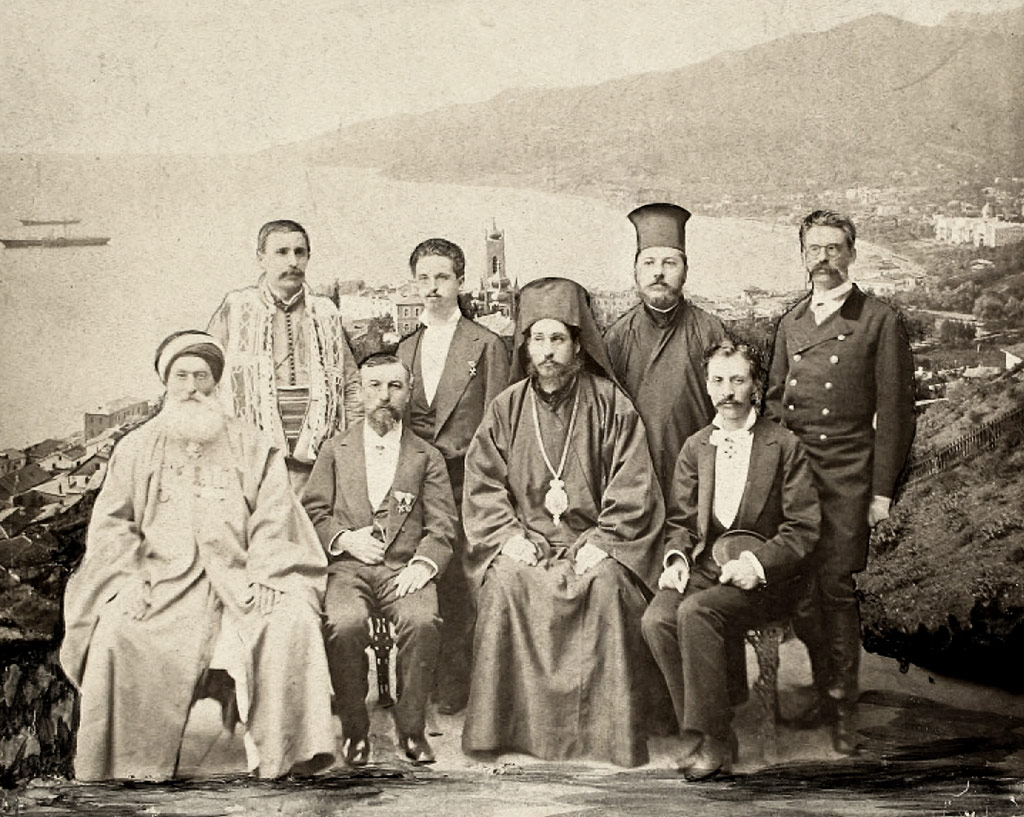
Делегація болгарських депутатів, яка вручила Олександру Баттенбергу запрошення на Болгарський престол. Ялта, вересень 1879 року

Після завершення війни російський імператор Олександр II запропонував на знову створений болгарський трон кандидатуру племінника своєї дружини. 26 червня 1879 року Великі Народні збори обрали Олександра новим правителем Болгарії. Відповідно до Тирновської конституції перший монарх Болгарії отримав право залишитись у лютеранській вірі та не приймати православ'я. Обрання Баттенберга болгарським князем було визнано усіма великими державами, які підписали Берлінський трактат. З Константинополя, де князь Олександр представився султану Абдул-Гаміду II, від якого отримав інвеституру, він вирушив до Варни та вступив на болгарську територію. Князь Дондуков-Корсаков, зустрівши князя у Варні, провів його до Тирново, де той 9 липня 1879 року склав присягу на вірність конституції, після чого йому було передано управління, а імператорський комісар разом із російським цивільним управлінням та окупаційним військом виїхав до Росії.

### Формування уряду
Прибувши до Софії, яку було обрано як столицю Болгарського князівства, князь Олександр доручив формування першого болгарського уряду Тодору Бурмову (вихованцю Київської духовної академії). До складу уряду увійшли Марко Балабанов, Григор Начевич та Димитр Греков, управління ж військовим міністерством було доручено російському генералу Паренсову.
Уряд, за винятком військового відомства, зайнявся перетасуванням адміністрації князівства, у складі якої переважали ліберали, тобто прибічники Драгана Цанкова та Петко Каравелова, що не потрапили до цього уряду. Князь запропонував Драґану Цанкову міністерський портфель, проте останній, не розділяючи погляди деяких членів кабінету, від нього відмовився.
Здійснені за часів правління цього кабінету вибори до Народних зборів, які мали зібратись восени 1879 року, надали значну більшість партії опозиції (Цанков, Каравелов, Петко Славейков) та, незважаючи на бажання князя зберегти кабінет, наступного дня після відкриття засідання Збори (відкрилось 27 жовтня) висловили повне та різке несхвалення дій уряду. За тиждень Збори було розпущено указом князя від 3 листопада, в якому було зазначено, що Збори розпускаються тому, що за своїм статутом не надають достатніх гарантій для правильного розв'язання справ та встановлення належного порядку у князівстві. Разом із цим відбулись зміни в кабінеті: його голова, міністр внутрішніх справ Бурмов, який допустив перемогу опозиції на виборах, був звільнений та замінений на Іконова, якого запросили на цей пост зі Східної Румелії, а міністром народної просвіти, представники якого заявили себе палкими прибічниками опозиції (болгарські шкільні вчителі брали дієву участь у виборах, сприяючи своїм впливом успіху депутатів опозиції), був призначений митрополит Климент Тирновський, якому було надано й головування у Раді міністрів. Проте реальним керівником міністерства став Начевич, який об'єднав у своїх руках управління міністерством фінансів та закордонних справ (останнім — тимчасово) й мав особливе розташування болгарського князя. Начевич разом із Грековим та особистим секретарем князя, молодим болгарином, який виховувався у Західній Європі, Стоїловим, утворили гурток таємних особистих радників князя, який викликав проти себе обурення опозиції, що мала на своєму боці весь болгарський друк (за винятком однієї газети, якою керував зазначений вище гурток) та шкільних вчителів, досить впливових діячів болгарського громадського життя. Опозиція ще більше посилилась численними звільненнями чиновників, здійсненими так званим консервативним міністерством, — ці останні та їхні родичі виступили на виборах запеклими супротивниками уряду.
Нові вибори, що відбулись на початку 1880 року, принесли результати ще більш несприятливі для уряду, й останній у квітні того ж року вийшов у відставку. Тоді князь Олександр, за порадою російського імператора доручив формування уряду вождю опозиції, старому болгарському діячу, який відігравав роль у болгарських справах ще за османського володарювання, Драгану Цанкову, який на той час вважався найвпливовішим та найповажнішим у країні та зборах громадським діячем, хоч і не мав особистої симпатії князя.

### Опозиційний уряд

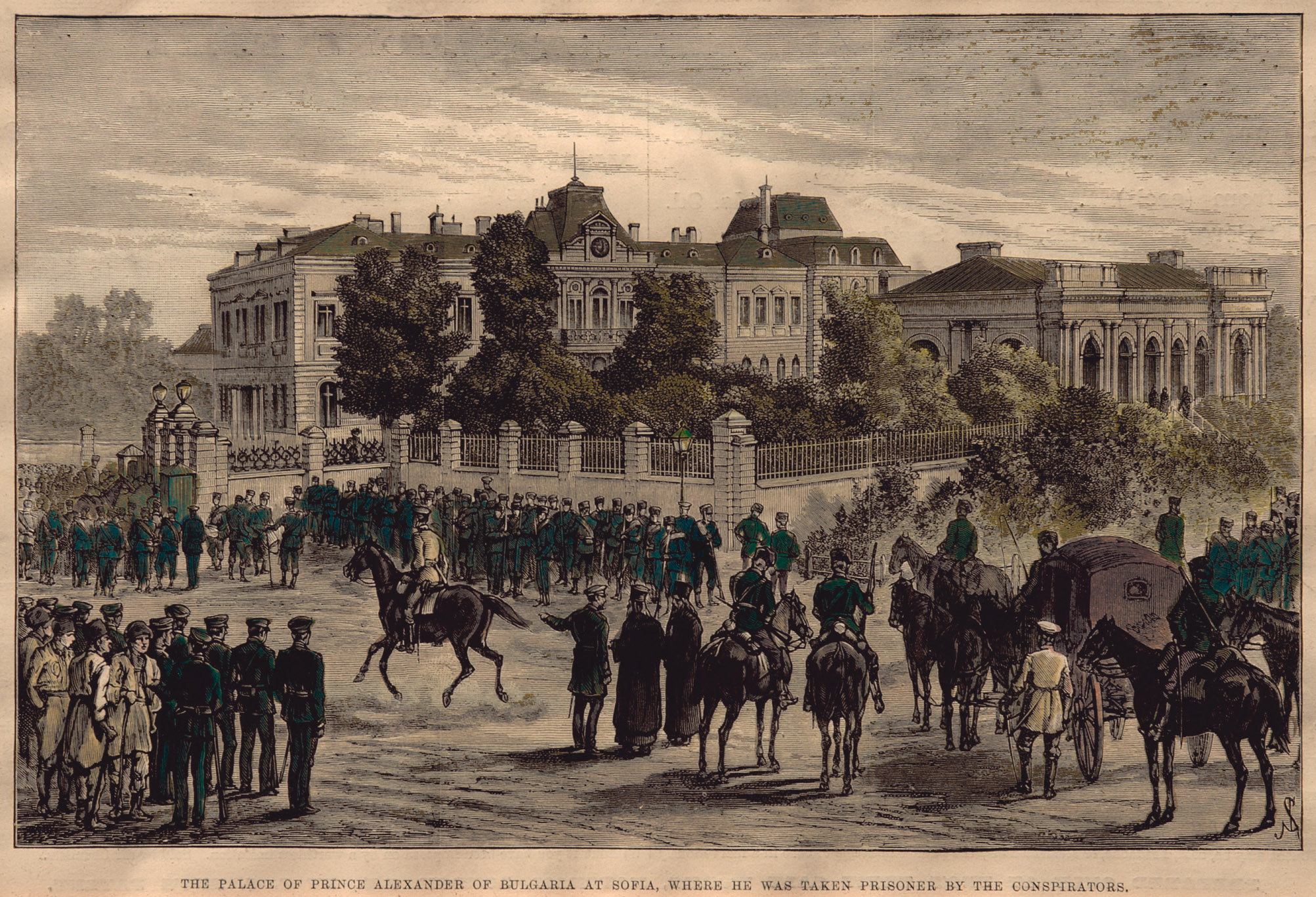
Княжий палац

Цей уряд, до складу якого увійшов Петко Каравелов та інші представники Радикальної партії, поставився серйозно до свого завдання, виявивши розумну обережність та стриманість у своїй політиці (він відмовився сприяти революційному рухові у Східній Румелії, який мав на меті спричинити болгарський князь з метою приєднання цієї області), переймаючись передусім додержанням суворої економії у видатках.
Але така пересторога міністерства, спротив його запрошенню на болгарську службу без згоди Народних зборів іноземних чиновників та твердий намір триматись меж встановленого Зборами бюджету спричинили невдоволення князя. Особисті вороги Цанкова, найближчі й довірені радники Баттенберга — Начевич, Стоїлов та Греков — постійно підбурювали останнього проти міністерства, що відхиляло різні фінансові афери, які вони бажали провести у Зборах. Тому князь чекав тільки на випадок, щоб позбавитись от свого старого й упертого міністра. Цей випадок представився у вигляді непорозуміння, що виникло в Дунайській комісії між австро-угорським та болгарським представниками. Останній подав заперечення проти складеного у Відні проекту правил судноплавства Дунаєм, хоча цей проект було попередньо ухвалено болгарським князем. Австрійський консул приніс жалобу на болгарського представника, звинувачуючи при цьому голову міністерства Цанкова, який нібито надав болгарському делегату інструкції діяти всупереч угоді. Князь Олександр зажадав, щоб Цанков негайно вийшов з міністерства, призначивши на його місце Каравелова.
Каравелов не мав згоди з військовим міністром генералом Ернротом, який прибув незадовго до цього з Росії на місце Паренсова. Військовий міністр не схвалював кандидатуру глави кабінету, з яким у нього окрім того виникали непорозуміння у справах військового відомства. Колишні міністри, їхні родичі та взагалі консерватори, украй невдоволені врядуванням Каравелова, почали розмови про тривожний внутрішній стан країни, яка, за їх словами, прагнула до явної анархії. Таким станом справ майстерно користувались радники князя, які бажали перегляду конституції та надання йому найширших повноважень, сподіваючись при цьому через свої особисті з ним відносини набути влади та грошей. Вони старанно підтримували й поширювали тривожні чутки щодо політики й намірів уряду Каравелова в газеті «Болгарський глас», що видавалась у Софії (газетою керував Начевич). У такому ж ключі надсилалась кореспонденція з Болгарії до європейських та російських газет.

### Переворот
Переконавшись у березні 1881 року, під час своєї поїздки до Петербурга на поховання імператора Олександра II, що кабінет Каравелова не має підтримки російського уряду, окрім того, порядок, встановлений Тирновською конституцією, починає викликати сумніви, наважився здійснити переворот. 27 квітня 1881 року на вулицях Софії була розклеєно прокламацію князя Олександра до болгарського народу, яка сповіщала про звільнення міністерства Каравелова й необхідність призупинення дії Тирновської конституції,
|  | …яка розлаштувала країну всередині та дискредитує її ззовні. Такий порядок речей похитнув у народі віру в законність і правду, навіюючи йому страх перед майбутнім. Тому я наважився скликати у найкоротші терміни народні збори та повернути їм разом із короною управління долею болгарського народу, якщо збори не схвалять умов, які я їм запропоную для управління країною |

.
У завершенні прокламації було оголошено, що військовому міністру генералу Ернроту доручено формування тимчасового кабінету для забезпечення свободи виборів та підтримання порядку в країні. Зібрані у Систові Великі народні збори 1 липня 1881 року затвердили запропоновані їм князем три пункти умов, за якими на 7 років було призупинено дію тирновської конституції, а князю були надані широкі повноваження стосовно запровадження нових установ, необхідних для благоустрою країни, для того, щоб після завершення цього терміну були знову скликані Великі народні збори для перегляду конституції відповідно до вказівок князя. Під час повноважень князя народні представники мали збиратись тільки для затвердження бюджету й угод із закордонними державами. Упродовж першого року болгарському князю було надано право взагалі не скликати народні збори, користуючись попереднім бюджетом. Незважаючи на таке схвалення систовськими зборами перевороту й надання бажаних повноважень, болгарський князь усвідомлював слабкість свого становища серед глухого бродіння, спричиненого переворотом.
Каравелов, члени його кабінету, а також їхні прибічники, до будинків яких на перший час було приставлено поліцейську варту, виїхали до сусідніх країн. Сам Каравелов переїхав до Східної Румелії, а ті, хто залишився у князівстві, агітували проти князя, який порушив присягу, в тому числі й ув'язнений Цанков, якого було заслано до глухого містечка Враца. Така опозиція складала небезпеку для князя та його болгарських радників, які не лише не мали довіри народу, але, маючи досить мало прихильників, підбурювали проти себе загальний гнів. Таким чином князь Олександр міг утримати надані йому повноваження й сам утриматись при владі у Болгарії, тільки спираючись на Росію, яка на той час мала великий вплив у країні. На чолі болгарської армії та її окремих частин, починаючи з полкових, батальйонних і ротних командирів, стояли російські офіцери, яким підпорядковувались і молоді болгарські офіцери. Привчене до дисципліни російськими офіцерами, болгарське військо звикло їм підпорядковуватись, і вони були найбільш надійною опорою для підтримання княжої влади й порядку у Болгарії. Тому упродовж всього періоду ліквідації тирновської конституції, що тривав два роки чотири місяці й кілька днів (з 27 квітня 1881 до 7 вересня 1883 року), князь Олександр був змушений ставити на чолі виконавчої влади російських офіцерів, яких він призначав головами кабінетів, які він неодноразово змінював. Міністрам з числа росіян доручались міністерства внутрішніх справ та військове, у першому з них брали участь полковник Ремлінген та генерал Крилов, в останньому — генерали Соболєв та Каульбарс. 1882 року було започатковано Державну раду з міністрів і 12 членів (четверо за призначенням князя й 8 — за обранням Зборами) для розробки законодавчих питань, висновків у справах вищої адміністрації та розв'язання суперечок між різними відомствами.

### Відновлення конституції

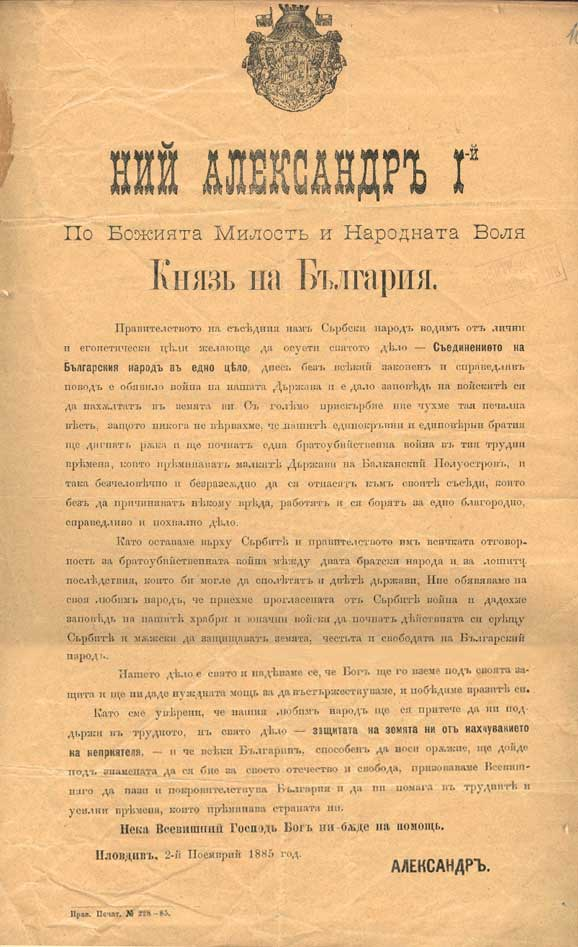
Маніфест Олександра Баттемберга з приводу сербсько-болгарської війни

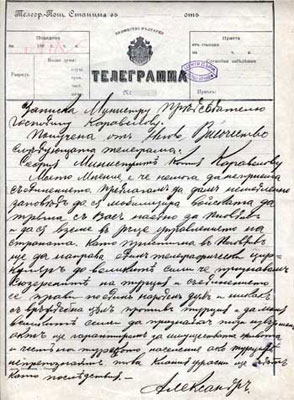
Телеграма від Тимчасового уряду у Пловдіві до князя Олександра І, яка проголошувала об'єднання Болгарії.

Князь був невдоволений своїми російськими міністрами, які не бажали підтримувати нечисленну партію його улюбленців, яка не мала довіри країни. Вони турбувались винятково про підтримання тиші й порядку в країні та про охорону її національних інтересів. Окрім того, переконавшись, що князівські улюбленці, переслідуючи суто особисті цілі, вносять тільки інтриги до справ вищого управління, неохоче давали їм міністерські портфелі, віддаючи перевагу болгарам, що стоять осторонь від боротьби партій. Стоїлов та Начевич, а також доктор Вулкович зі Східної Румелії, який примкнув до них, за наполяганням князя отримували портфелі, але невдовзі втрачали їх внаслідок інтриг, що виникали за їх врядування — перших двох було звільнено, а Вулкович був призначений головою започаткованої Державної ради, яка, втім, існувала дуже нетривалий час, не виправдавши очікувань князя. Ця установа виявилась мертвонародженою.
Непорозуміння між болгарським князем та його російськими міністрами (генералами Соболєвим та бароном Каульбарсом) настільки загострились, що князь Олександр, прибувши у травні 1883 року до Москви на коронацію, висловив бажання замінити їх на інших. Внаслідок цих непорозумінь до Софії для управління російським генеральним консульством був тимчасово відряджений російський посланець у Бразилії Олександр Іонін, якому було надано право розв'язання суперечок між князем та його російськими міністрами. Болгарський князь, невдоволений місією, покладеною на Іоніна, вирішив укласти угоду з опозицією та Драґаном Цанковим, якого викликали для перемовин до Софії. Проводячи одночасно перемовини з російськими міністрами та новопризначеним дипломатом, князь Олександр домовився про призначення особливої комісії під особистим його головуванням задля перегляду конституції, після чого було запропоновано скликати Великі народні збори для затвердження необхідних правок у тирновській конституції та заяви про припинення повноважень князя. Потім, із відновленням конституційного ладу, російські міністри мали залишити Болгарію. Замість цього, маніфестом від 7 вересня 1883 року князь цілком несподівано для свого уряду оголосив про припинення своїх повноважень та повне відновлення тирновської конституції, доручивши формування нового кабінету Драґану Цанкову. Генерали Соболєв та Каульбарс слідом за виданням маніфесту подали прохання про відставку й залишили країну.
Така розв'язка питання зробила відношення князя до Російської імперії ще більш прохолодним. Князь, будучи невдоволеним відкликом до Росії деяких офіцерів, що були у нього в авторитеті, видав наказ про звільнення всіх російських офіцерів, що перебували на болгарській службі. Занепокоєний таким вчинком Баттенберга, який міг призвести до цілковитого розриву, уряд Цанкова негайно відрядив до Петербурга одного зі своїх членів, Марка Балабанова, для визначення умов і терміну служби російських офіцерів із пропозицією скасування наказу стосовно російських офіцерів у разі незгоди російського уряду укласти за цим предметом конвенцію з Болгарією. Цю конвенцію було укладено наприкінці 1883 року в Софії флігель-ад'ютантом бароном Каульбарсом (російським військовим агентом у Відні, братом колишнього військового міністра). Російські офіцери, необхідність яких як інструкторів армії усвідомлювалась урядом та громадською думкою, залишились у Болгарії, проте їм було заборонено усіляку участь у політичних справах.
Партія Начевича тимчасово зійшла з політичної сцени, сам він виїхав до Румунії, отримавши місце дипломатичного агента в Букарешті. Князь, очікуючи на розвиток подій, фактично передав управління своєму уряду, а сам деякий час перебував у затінку, проте уряду довелось боротись із болгарськими емігрантами, які після відновлення конституції, повернувшись із Каравеловым зі Східної Румелії та обравши його керівником опозиції, повстали проти Цанкова. Здійснені в травні 1884 року вибори до Зборів, під час яких уряд утримався від будь-якого тиску на виборців, принесли величезну перевагу опозиції. Народні збори, що відкрились 27 червня, обрали Стефана Стамболова своїм головою, а уряд Цанкова вийшов у відставку.
Князь доручив формування нового кабінету Каравелову, який склав його з молодих людей своєї партії, в якій набув переважного впливу новий голова Зборів Стамболов. Під час цього другого врядування Каравелова князь Олександр, зблизившись із Англією (його брат одружився з дочкою британської королеви), після поїздки до Лондона почав активно співпрацювати з революційною партією, яка агітувала в Румелії з метою усунення уряду, що там існував, та приєднання цієї області до Болгарського князівства. При цьому князь Олександр почав наполегливо шукати примирення з ліберальною партією, намагаючись викреслити спогади минулого. Він також вживав усіх доступних заходів, щоб домогтись симпатії болгарських офіцерів, у розмовах з якими постійно висловлював сум, що російські офіцери, які перебувають на службі в болгарському війську, заважають кар'єрі болгарських офіцерів — ці слова спричиняли суперечки між тими та іншими.

### Об'єднання Болгарії
18 вересня 1885 року у Пловдіві — столиці Східної Румелії — почалось об'єднання Болгарії. Князь Олександр, незважаючи на протест Росії (яка не бажала сперечатись із Австро-Угорщиною), виконуючи волю болгарського народу й болгарського уряду, підтримав повстання й оголосив про приєднання Східної Румелії до князівства, що поклало початок Болгарської кризи. Остерігаючись посилення єдиної Болгарії, сербський король Милан Обренович оголосив їй війну. Підсумком швидкоплинної війни став розгром сербських військ на початку листопада. Болгарське військо потім, у свою чергу перейшло в наступ і завдало другої поразки сербам під стінами Пірота, взятого болгарами. Але подальше просування болгар було зупинено ультиматумом, висунутим 16 листопада князю Олександру австро-угорським консулом в Белграді, графом Кевенгюллером, що призвело до укладення перемир'я. Дипломатичні перемовини між Болгарським князівством і Османською імперією на підставі конвенції, укладеної великим візиром Кіаміль-пашою з болгарським міністром закордонних справ Цановим, завершились султанським іраде від 19 січня 1886 року, за яким князь Олександр був визнаний терміном на 5 років генерал-губернатором Східної Румелії. У такому вигляді Висока Порта санкціонувала встановлений переворотом порядок речей, а 15 березня було підписано, за сприяння великих держав, у Букарешті мирну угоду між Болгарією та Сербією, якою було відновлено статус-кво, що передував війні. 24 березня 1886 року на конференції послів великих держав було підписано конвенцію, яка визнавала подальшу угоду між Османською імперією та Болгарським князівством, тобто надання болгарському князю управління Східною Румелією на 5 років.

### Переворот і контрпереворот

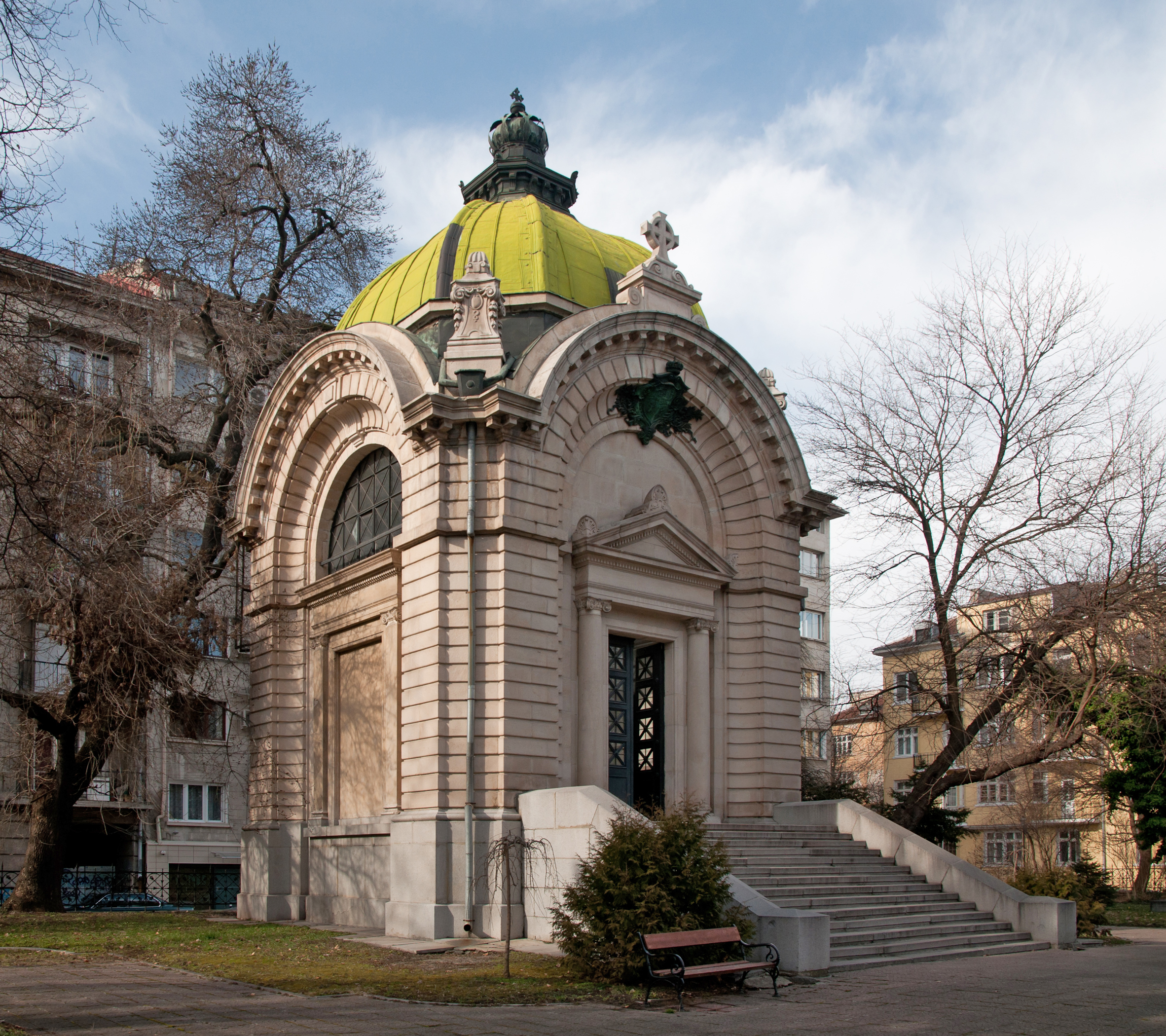
Мавзолей Олександра Баттенберга, Софія

21 серпня 1886 року Олександр Баттенберг, за сприяння агентів російського уряду, змовою офіцерів софійського гарнізону та Струмського піхотного полку, що приєднався до них, був скинутий з престолу та, підписавши зречення, був висланий з меж Болгарського князівства. Скинутого князя з Софії вивезли офіцери, які його заарештували, в Оряхові його посадили на пароплав та під конвоєм, який очолював капітан Карджиєв, відправили до Російської імперії. Після висадки на берег у містечку Рені (в Бессарабії) його передали представникам російської влади, які надали йому цілковиту свободу. Користуючись цим, він вирушив до Австрії. У Софії після усунення князя від влади було утворено тимчасовий уряд, на чолі якого був поставлений тирновський митрополит Климент (Васил Друмев) (намісник екзарха); до складу цього уряду увійшов також Драґан Цанков як міністр внутрішніх справ. За кілька днів, задля уникнення розбрату, тимчасовий уряд передав свою владу Каравелову, Никифорову (займав пост військового міністра під час перевороту) й начальнику артилерії майору Попову. Між тим колишній болгарський князь, приїхавши до Галичини, отримав у Львові від Стефана Стамболова з Болгарії запрошення негайно повернутись назад. Поступаючись наполяганням Начевича й порадам англійської та австрійської дипломатії, він поспішив через Румунію до Болгарії. 17 серпня, висадившись у Русчуку (місті Русе), Баттенберг надіслав телеграму російському імператору Олександру III, в якій заявляв, що, отримавши від Російської імперії княжий вінець, він на першу ж її вимогу готовий його повернути. В отриманій 20 серпня відповіді російського государя містилось засудження його повернення до Болгарії.

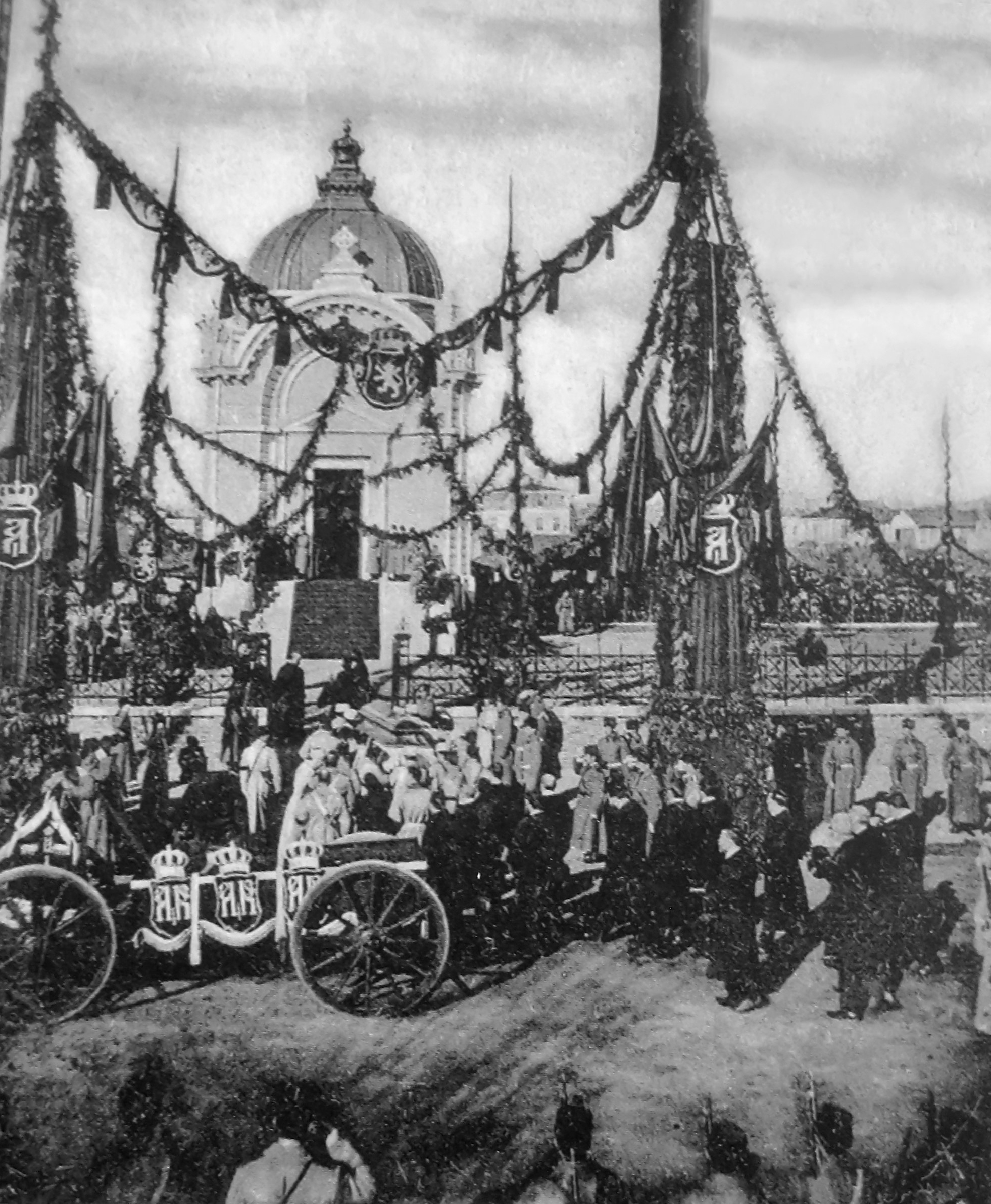
Репатріація останків князя Олександра Баттенберг (пізніше Олександра I, князя Болгарії) в мавзолеї в Софії, Болгарія.

Після приїзду до Софії під тиском російського імператора, він повторно зрікся звання болгарського князя та у прощальному зверненні до болгарського народу від 27 серпня (8 вересня) 1886 року оголосив, що його від'їзд з Болгарії полегшить відновлення добрих відносин з Російською імперією. Перед від'їздом князь призначив регентами Петко Каравелова, Стефана Стамболова та Саву Муткурова і новий уряд з радикалів на чолі з Василом Радославовим.

## Після зречення престолу
Решту життя провів в австрійському місті Грац. Помер 23 жовтня 1893 року після невдалої операції по видаленню апендикса (внаслідок гострого апендициту). Його останки було перенесено в Софію 24 листопада. І відповідно до його волі був похований з почестями у Болгарії, в центрі Софії 3 січня 1898 року, де нині розміщується Мавзолей Баттенберга. Національний військовий музей отримав більшість нагород та орденів князя Олександра. Вони були подаровані в 1937 році його дружиною графинею Йоганною Лойзінгер.

## Родина
У 1886 році Олександр прохав у Берліні руки прусської принцеси Вікторії, але канцлер Бісмарк виступив проти. Через кілька років після свого зречення князь захворів. Він отримав остаточну відмову від Берліна та за п'ять років до смерті вступив у морганатичний шлюб з актрисою Дармштадтського театру Йоганною Лойзінгер. Через такий нерівноправний шлюб Олександр був змушений прийняти новий титул — Гартенау.
Діти:
- Крум-Асен Людвіг Александр фон Гартенау (1890—1965);
- Віра-Цветана Марія Тереза фон Гартенау (1893—1924).

Константин Стоїло був хрещеним батьком його сина Асена і його дочки Віри-Цветани. Асен і Цветана померли, не маючи власних дітей. Асен став прийомним батьком сину своєї дружини Берти Хусій-Рамос з її попереднього шлюбу, в результаті чого він став називатися Вільгельмом фон Гартенау.

## Родинні зв'язки

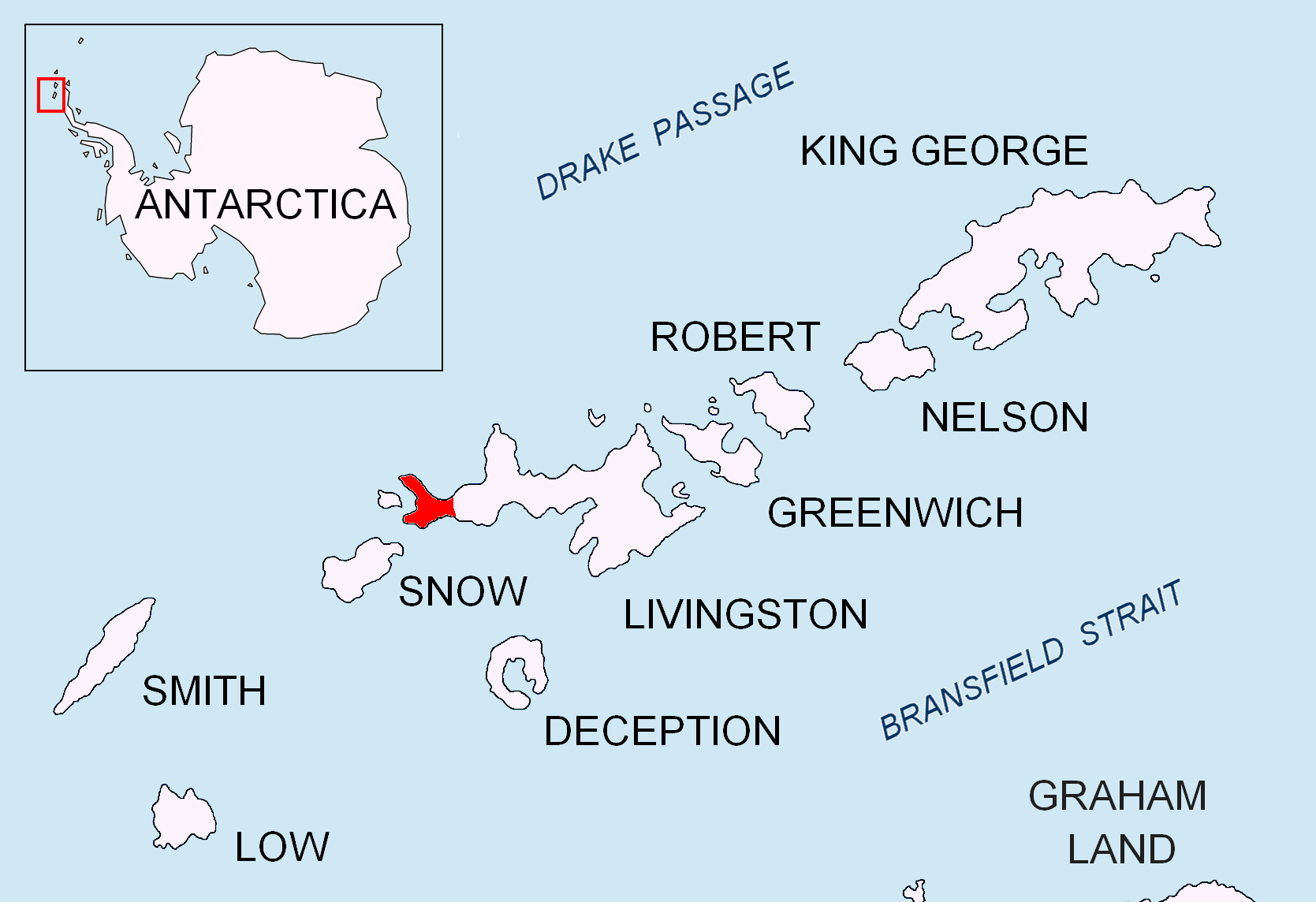
Розташування півострова Байерс на острові Лівінгстон в районі Південних Шетландських островів. Тут знаходиться, названий в честь Олександра І, Battenberg Hill.

Олександр Баттенберг є німецьким аристократом, сім'я якого споріднена з королівською сім'єю Великої Британії та з імператорським двором Росії. Князь Олександр є племінником російської імператриці Марії Олександрівни (сестри батька), а також є двоюрідним братом імператора Олександра III і дядько останньої російської імператриці — Олександри Федорівни, яка є дочкою його двоюрідного брата Людовіка IV Гессенського. Брат Олександра, Генріх одружений з молодшою дочкою королеви Вікторії — принцесою Беатріс. Два інших брата принца — Людвіг і Франц-Йосиф у шлюбі з онуками королеви — принцесами Вікторією Гессенською та Оленою Негош-Петрович. Князь Олександр також є дядьком іспанської королеви Вікторії Євгенії Баттенберг, шведської королеви Луїзи Маунтбеттен і чоловіка королеви Єлизавети, герцога Едінбурзького Філіпа, сина племінниці князя — принцеси Аліси Баттенберг. 

## Нагороди
- Орден «За хоробрість» I ступеню, Болгарія
- Орден «Святий Олександр», Болгарія
- Орден Святого Олександра Невського, Росія
- Орден Святої Анни, Росія
- Орден Святого Георгія, Росія
- Орден Лазні, Велика Британія

## Генеалогія
|  |                                                           |  |  |  |  |  |  |  |  |  |  |  |  |  |  |  |
|  | 16. Ландграф Людвіг IX Гессен-Дармштадт (1719-1790)       |  |  |  |  |  |  |  |  |  |  |  |  |  |  |  |
|  |                                                           |  |  |  |  |  |  |  |  |  |  |  |  |  |  |  |
|  |                                                           |  |  |  |  |  |  |  |  |  |  |  |  |  |  |  |
|  | 8. Людвіг I Гессенський (1753-1830)                       |  |  |  |  |  |  |  |  |  |  |  |  |  |  |  |
|  |                                                           |  |  |  |  |  |  |  |  |  |  |  |  |  |  |  |
|  |                                                           |  |  |  |  |  |  |  |  |  |  |  |  |  |  |  |
|  | 17. Ландграфиня Кароліна фон Цвайбрюкен (1721-1774)       |  |  |  |  |  |  |  |  |  |  |  |  |  |  |  |
|  |                                                           |  |  |  |  |  |  |  |  |  |  |  |  |  |  |  |
|  |                                                           |  |  |  |  |  |  |  |  |  |  |  |  |  |  |  |
|  | 4. Людвіг II (великий герцог Гессенський) (1777-1848)     |  |  |  |  |  |  |  |  |  |  |  |  |  |  |  |
|  |                                                           |  |  |  |  |  |  |  |  |  |  |  |  |  |  |  |
|  |                                                           |  |  |  |  |  |  |  |  |  |  |  |  |  |  |  |
|  | 18. Принц Георг Вилхелм фон Хесен-Дармштадт (1722-1782)   |  |  |  |  |  |  |  |  |  |  |  |  |  |  |  |
|  |                                                           |  |  |  |  |  |  |  |  |  |  |  |  |  |  |  |
|  |                                                           |  |  |  |  |  |  |  |  |  |  |  |  |  |  |  |
|  | 9. Луїза Гессен-Дармштадтська                             |  |  |  |  |  |  |  |  |  |  |  |  |  |  |  |
|  |                                                           |  |  |  |  |  |  |  |  |  |  |  |  |  |  |  |
|  |                                                           |  |  |  |  |  |  |  |  |  |  |  |  |  |  |  |
|  | 19. Луїза фон Лайнінген-Хайдешайм                         |  |  |  |  |  |  |  |  |  |  |  |  |  |  |  |
|  |                                                           |  |  |  |  |  |  |  |  |  |  |  |  |  |  |  |
|  |                                                           |  |  |  |  |  |  |  |  |  |  |  |  |  |  |  |
|  | 2. Олександр фон Гессен-Дармштадтський (1823-1892)        |  |  |  |  |  |  |  |  |  |  |  |  |  |  |  |
|  |                                                           |  |  |  |  |  |  |  |  |  |  |  |  |  |  |  |
|  |                                                           |  |  |  |  |  |  |  |  |  |  |  |  |  |  |  |
|  | 20. Карл Фрідріх фон Баден (1728-1811)                    |  |  |  |  |  |  |  |  |  |  |  |  |  |  |  |
|  |                                                           |  |  |  |  |  |  |  |  |  |  |  |  |  |  |  |
|  |                                                           |  |  |  |  |  |  |  |  |  |  |  |  |  |  |  |
|  | 10. Карл Людвіг Баденський (1755-1801)                    |  |  |  |  |  |  |  |  |  |  |  |  |  |  |  |
|  |                                                           |  |  |  |  |  |  |  |  |  |  |  |  |  |  |  |
|  |                                                           |  |  |  |  |  |  |  |  |  |  |  |  |  |  |  |
|  | 21. Кароліна Луїза фон Гесмен-Дармштадт (1725-1785)       |  |  |  |  |  |  |  |  |  |  |  |  |  |  |  |
|  |                                                           |  |  |  |  |  |  |  |  |  |  |  |  |  |  |  |
|  |                                                           |  |  |  |  |  |  |  |  |  |  |  |  |  |  |  |
|  | 5. Вільгельміна Баденська (1788-1836)                     |  |  |  |  |  |  |  |  |  |  |  |  |  |  |  |
|  |                                                           |  |  |  |  |  |  |  |  |  |  |  |  |  |  |  |
|  |                                                           |  |  |  |  |  |  |  |  |  |  |  |  |  |  |  |
|  | 22. Ландграф Лудвіг IX фон Гессен-Дармштадт (1719-1790)   |  |  |  |  |  |  |  |  |  |  |  |  |  |  |  |
|  |                                                           |  |  |  |  |  |  |  |  |  |  |  |  |  |  |  |
|  |                                                           |  |  |  |  |  |  |  |  |  |  |  |  |  |  |  |
|  | 11. Амалія Гессен-Дармштадтська (1754-1832)               |  |  |  |  |  |  |  |  |  |  |  |  |  |  |  |
|  |                                                           |  |  |  |  |  |  |  |  |  |  |  |  |  |  |  |
|  |                                                           |  |  |  |  |  |  |  |  |  |  |  |  |  |  |  |
|  | 23. Ландграфиня Кароліна фон Пфалц-Цвайбрюкен (1721-1774) |  |  |  |  |  |  |  |  |  |  |  |  |  |  |  |
|  |                                                           |  |  |  |  |  |  |  |  |  |  |  |  |  |  |  |
|  |                                                           |  |  |  |  |  |  |  |  |  |  |  |  |  |  |  |
|  | 1. Олександр I Баттенберг                                 |  |  |  |  |  |  |  |  |  |  |  |  |  |  |  |
|  |                                                           |  |  |  |  |  |  |  |  |  |  |  |  |  |  |  |
|  |                                                           |  |  |  |  |  |  |  |  |  |  |  |  |  |  |  |
|  | 12. Фрідріх Карл Гауке (1735-1810)                        |  |  |  |  |  |  |  |  |  |  |  |  |  |  |  |
|  |                                                           |  |  |  |  |  |  |  |  |  |  |  |  |  |  |  |
|  |                                                           |  |  |  |  |  |  |  |  |  |  |  |  |  |  |  |
|  | 6. Маурицій Гауке (1775-1830)                             |  |  |  |  |  |  |  |  |  |  |  |  |  |  |  |
|  |                                                           |  |  |  |  |  |  |  |  |  |  |  |  |  |  |  |
|  |                                                           |  |  |  |  |  |  |  |  |  |  |  |  |  |  |  |
|  | 13. Соломея Швепенгаузер (1751-1733)                      |  |  |  |  |  |  |  |  |  |  |  |  |  |  |  |
|  |                                                           |  |  |  |  |  |  |  |  |  |  |  |  |  |  |  |
|  |                                                           |  |  |  |  |  |  |  |  |  |  |  |  |  |  |  |
|  | 3. Юлія фон Гауке, принцеса Баттенберг (1825-1895)        |  |  |  |  |  |  |  |  |  |  |  |  |  |  |  |
|  |                                                           |  |  |  |  |  |  |  |  |  |  |  |  |  |  |  |
|  |                                                           |  |  |  |  |  |  |  |  |  |  |  |  |  |  |  |
|  | 14. Франц Антон Лафонтен (1756-1812)                      |  |  |  |  |  |  |  |  |  |  |  |  |  |  |  |
|  |                                                           |  |  |  |  |  |  |  |  |  |  |  |  |  |  |  |
|  |                                                           |  |  |  |  |  |  |  |  |  |  |  |  |  |  |  |
|  | 7. Софія Лафонтен (1790-1831)                             |  |  |  |  |  |  |  |  |  |  |  |  |  |  |  |
|  |                                                           |  |  |  |  |  |  |  |  |  |  |  |  |  |  |  |
|  |                                                           |  |  |  |  |  |  |  |  |  |  |  |  |  |  |  |
|  | 15. Марія Тереза Корнелія (1763-1825)                     |  |  |  |  |  |  |  |  |  |  |  |  |  |  |  |
|  |                                                           |  |  |  |  |  |  |  |  |  |  |  |  |  |  |  |
|  |                                                           |  |  |  |  |  |  |  |  |  |  |  |  |  |  |  |

}}